# República Glaciar
La República Glaciar es una micronación ficticia que reclama como propios los glaciares ubicados en la República de Chile. Fue fundada por Greenpeace Chile el año 2014, como protesta contra la falta de legislación protectora de los glaciares en dicho país, exigiendo que el Estado de Chile "reconozca los glaciares como un bien público, se comprometa con su protección a través de una ley y evite cualquier amenaza que los afecte". La creación de la micronación ha sido considerada como una de las razones para la presentación del proyecto de ley de protección de glaciares, durante el gobierno de Michelle Bachelet
Sus creadores aseguran que República Glaciar cuenta con más de 90 mil ciudadanos, además de poseer embajadas en  Santiago de Chile, Buenos Aires, Madrid, Ámsterdam, Sao Paulo, México y Berlín. Ningún Estado soberano le ha reconocido legitimidad a sus reclamos.
La acción parece haber estado inspirada por Waveland, otra micronación fundada por Greenpeace en un islote del Mar del Norte del Reino Unido

## Historia
Desde mediados de 2013 activistas de Greenpeace Chile venían organizando la iniciativa de crear una "República Glaciar", debido a la ausencia de regulación protectora de glaciares en Chile, especialmente ante el caso Pascua-Lama. Tras meses de ocupación, el 5 de marzo de 2014 dieron a conocer la existencia de República Glaciar, mediante un inserto a página completa en el The New York Times. Ese mismo año fueron celebrados matrimonios en glaciares, como modo de establecer soberanía.
El objetivo de la República Glaciar consistiría en proteger los glaciares chilenos, las cuales se encontrarían expuestos producto de un vacío en las leyes chilenas que no las reconocían como parte de su soberanía, a juicio de los activistas. Indican sus creadores que la micronación se disolvería una vez que Chile contase con una ley de glaciares que les diera adecuada protección, y reconocimiento constitucional.
Durante la Copa América 2015 se presentó la Selección de Fútbol de República Glaciar, sin embargo no disputó ningún partido oficial y solo realizó demostraciones a las afueras del Congreso Nacional los días en que se reunía la Comisión Legislativa de Medio Ambiente.
En 2019 la Argentina incorporó a su inventario de glaciares buena parte de aquellos reclamados por la República Glaciar, y pertenecientes a Chile.
Desde 2020 entregan certificados de residencia y nacionalidad a quienes se inscriban como ciudadanos en su sitio web.

## Ciudadanos destacados
- Vivi Silva Maureira[14]
- Jean Philippe Crettón[15]
- Nicanor Parra[16][17]
- Karol Lucero[18][10]
- Isabel Allende[19]

## Críticas
Su creación fue duramente criticada por el periodista y político argentino Adrian Salbuchi, quién reaccionó calificándola de "atentado contra la soberanía nacional de la República de Chile", crítica a la que se sumaron medios chilenos.
Desde el punto de vista de la legislación chilena la proclamación es considerada ilegal, pues conforme al artículo 595 del Código Civil los glaciares "pertenecen a toda la nación y nadie puede apropiárselos", mismo estatus que tendrían el mar o las montañas, sin necesidad de mención expresa de la ley. No existiría por tanto el vacío legal alegado por los creadores de la República Glaciar, sino que sería la falta de una regulación especial que proteja los glaciares como compuestos específicos del medio ambiente, si bien la Constitución de 1980 establece que es deber del Estado “tutelar la preservación de la naturaleza" (art. 19 N.º 24).